# César Sinda
Pour les articles homonymes, voir Sinda.
César Sinda Makela est un boxeur ainsi qu'un dessinateur de bande dessinée congolais (RDC).

## Carrière
Il est médaillé d'or dans la catégorie des poids légers aux championnats d'Afrique de boxe amateur 1968 à Lusaka.
Il est le premier dessinateur de la revue de bande dessinée Gento Oyé.